# Where Did All the Love Go?
Where Did All the Love Go? is een nummer van de Britse rockband Kasabian uit 2009. Het is de tweede single van hun derde studioalbum West Ryder Pauper Lunatic Asylum.
"Where Did All the Love Go?" wijst ook op de gevaren van internet. Frontman Serge Pizzorno zei: "Als ik naar Leicester ga, zie ik alleen maar lege parken. Het internet is iets geweldigs, maar het kan je hele bestaan in beslag nemen. Niemand lijkt een balletje te trappen of in bomen te klimmen. Dat vind ik heel triest". Pizzorno voegde eraan toe: "Kinderen worden tegenwoordig heel snel groot en er is te veel informatie. Nieuwskanalen, internet en sociale netwerksites. Mensen komen hun slaapkamer niet uit en het is gewoon gek. De dingen waar je het meest blij van wordt, zijn vrij simpel". Daarnaast gaat het nummer ook over geweld in het Verenigd Koninkrijk. Pizzorno heeft gezegd dat hij dit de beste plaat vond die hij heeft geschreven.
Het nummer werd een bescheiden hit in het Verenigd Koninkrijk, waar het de 30e positie bereikte. In Nederland bereikte de plaat geen hitlijsten, terwijl het in Vlaanderen de 4e positie in de tipparade haalde.